# Hårbølle
Hårbølle er en landsby på det vestlige Møn mellem Fanefjord og Fanefjord Skov, lidt syd for Store Damme i Fanefjord Sogn, Vordingborg Kommune.
Byen er nævnt første gang ifølge Trap i 1513-33, dengang som Harrebølle, senere fra 1536 som Haarbølle.
Hårbølle fik 1727 en rytterskole, og landsbyen blev udskiftet i 1771
Der findes i området meget flint, som har givet grundlag for Hårbølle Stenminer med mange arbejdspladser. Da der ikke længere kunne graves på land, begyndte man at hente råvarerne fra
havbunden ved hjælp af sandsugere. Mange arbejdere fik stenlunger af arbejdet i minerne.
I Hårbølle er der fundet 16 flintdolke fra slutningen af stenalderen. I Hårbølle Hestehave er der udgravet en gravplads fra yngre bronzealder.
Ved Hårbølle Bro blev der opført en havn og en foderstofforretning. En dampskibsforbindelse anløb Hårbølle, Bogø, Stubbekøbing og Masnedsund med togforbindelse til København.
I området findes en af Danmarks største langdysser Grønsalen eller Grønjægers Høj. Den ligger ved Fanefjord Kirke og er ca. 100 meter lang og 10 meter bred.